# Undergrand
Undergrand je drugi album srpskog rock benda Pero Defformero. 

## Spisak pesama
1. Došli smo do kraja puta 03:21
2. Silvana 04:35
3. Gotičarka 04:43
4. Ferrari 03:47
5. Kauboj iIz Bosne 05:39
6. Žalim draga ispalo je sranje 05:39
7. Kraljica 04:41
8. Shvati 05:44
9. Odlaziš 04:47
10. Kako da ti kažem brate 04:47
11. Na dan kad si pošla za toga čoveka 05:51
12. Preko brega 04:59
13. Ostavljen sam ja 03:57
14. Oka tvoga plam 05:14
15. Tužno Gledam 05:56

## Muzičari
- Glas: Goran Biševac
- Gitara: Saša Friš
- Bubnjevi: Slobodan Stanojević
- Bas gitara: Nenad Kovačević